# Mount Vernon (Texas)
Mount Vernon es un pueblo ubicado en el condado de Franklin en el estado estadounidense de Texas. En el Censo de 2020 tenía una población de 2.491 habitantes y una densidad poblacional de 260,84 personas por km².

## Geografía
Mount Vernon se encuentra ubicado en las coordenadas 33°10′39″N 95°13′28″O / 33.17750, -95.22444. Según la Oficina del Censo de los Estados Unidos, Mount Vernon tiene una superficie total de 9.55 km², de la cual 9.51 km² corresponden a tierra firme y (0.38%) 0.04 km² es agua.

## Demografía
Según el censo de 2010, había 2.662 personas residiendo en Mount Vernon. La densidad de población era de 278,76 hab./km². De los 2.662 habitantes, Mount Vernon estaba compuesto por el 75.73% blancos, el 12.02% eran afroamericanos, el 1.09% eran amerindios, el 0.64% eran asiáticos, el 0.08% eran isleños del Pacífico, el 7.85% eran de otras razas y el 2.59% pertenecían a dos o más razas. Del total de la población el 14.65% eran hispanos o latinos de cualquier raza.